# Cephalocoema zilkari
Cephalocoema zilkari är en insektsart som beskrevs av Piza Jr. 1943. Cephalocoema zilkari ingår i släktet Cephalocoema och familjen Proscopiidae. Inga underarter finns listade i Catalogue of Life.